# Petlyakov Pe-2
Il Petlyakov Pe-2 (in russo Петляков Пе-2?, Petljakov Pe.2), soprannominato Peška (Пешка, il pedone del gioco degli scacchi) era un aereo bimotore multiruolo progettato in Unione Sovietica alla fine degli anni trenta sotto la guida di Vladimir Michajlovič Petljakov e prodotto in oltre 11 000 esemplari di diverse varianti dalle industrie statali sovietiche.
Uno degli aerei tattici d'attacco più efficaci della guerra, indipendentemente dalla nazionalità di appartenenza, costituì l'ossatura dei reparti da bombardamento tattico della Voenno-vozdušnye sily (l'aeronautica militare sovietica) durante la seconda guerra mondiale e nel dopoguerra fu venduto anche a forze armate straniere, prevalentemente di nazioni aderenti al Patto di Varsavia oppure filo-comuniste; rimase in servizio fino al 1954 quando furono dismessi gli ultimi esemplari in forza alla jugoslava JRV. L'utilizzo nel periodo successivo alla guerra gli valse l'attribuzione del nome in codice NATO Buck.

## Storia del progetto
Imprigionato alla fine del 1937 (altri indicano nel 1938) nel carcere di Butyrka, medesima sorte già toccata al suo mentore Andrej Nikolaevič Tupolev a causa delle purghe staliniane, Vladimir Petljakov fu messo a capo del Dipartimento Tecnico Speciale n° 100, a sua volta inquadrato nell’Ufficio Centrale di Costruzione 29 (struttura questa, strettamente controllata dal NKVD).
In questo periodo Petljakov ed il suo gruppo furono incaricati di realizzare un monoplano bimotore specificamente destinato ad operare come intercettore di bombardieri in alta quota. Il progetto, non a caso, fu denominato "Aereo 100".
La specifica che richiedeva un velivolo di questo tipo nasceva dal timore che i rapidi sviluppi tecnologici dell’epoca potessero permettere ai potenziali nemici dell’Unione Sovietica (in particolare la Germania nazista) di sviluppare un bombardiere capace di volare a quote tanto elevate da non poter essere intercettato dagli aerei fino ad allora disponibili. La richiesta delle autorità sovietiche prevedeva che l’aereo fosse in grado di volare a 630 km/h a 10 000 m di quota e che potesse raggiungere la quota operativa di 12 500 m, per avvantaggiarsi nei confronti di un nemico che si ipotizzava poter volare a circa 11 000 m.

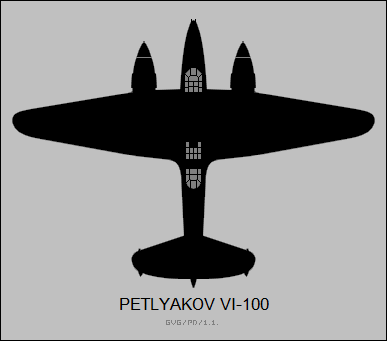
Disegno della silhouette del prototipo Petlyakov VI-100.

L’aereo si presentava nelle forme esteriori di monoplano monoposto e bimotore, simile al contemporaneo Tupolev Tu-2, e si caratterizzava per l’impianto di pressurizzazione della cabina di pilotaggio e per i motori Klimov M-105R dotati di impianto di sovralimentazione mediante turbocompressore; fu designato VI-100 in previsione del tipo di missione.
Lo sviluppo del progetto fu impostato in tempi estremamente ristretti: la prima bozza ottenne l'approvazione nel marzo del 1938 e già il 7 maggio 1939 fu presentato un mockup in scala 1:1. A questo punto però, ancora prima che il prototipo potesse alzarsi in volo, le specifiche tecniche furono mutate in favore di un veloce aereo da bombardamento d'alta quota, biposto e, in un secondo momento (nel maggio del 1940), ulteriormente variate al fine di ottenere un aereo da bombardamento in picchiata denominato PB-100.
Queste variazioni nelle specifiche tecniche da parte delle autorità sovietiche furono dettate da più motivi: in primis le visite alle fabbriche tedesche da parte di delegazioni sovietiche, seguite alla stipula del patto Molotov-Ribbentrop, permisero di riscontrare che la Germania non era dotata di bombardieri d'alta quota e quindi che non vi era necessità di uno specifico aereo da caccia da destinare a quel ruolo; inoltre le prove di bombardamento svolte dai sovietici da quote elevate (almeno 5 000 m) portarono risultati mediocri dal punto di vista dell'accuratezza e quindi dell'efficacia. Infine le risultanze sul campo di battaglia dell'utilizzo dello Junkers Ju 87 nel corso della campagna di Polonia, così come le analisi condotte su due esemplari di Junkers Ju 88 consegnati dai tedeschi, furono di forte influenza nel processo decisionale che portò alla sostituzione dei Tupolev SB all'epoca in servizio, rivelatisi obsoleti e di scarsa utilità nel corso della guerra d'inverno.
Nel frattempo, in ogni caso, il primo prototipo dell'"Aereo 100" era stato portato in volo per la prima volta il 22 dicembre 1939 (quindi nell'originaria configurazione da caccia biposto); le prime prove furono curate dall'"Istituto di ricerca dell'aeronautica militare dell'Armata Rossa" ; fin dal primo volo, conclusosi con un atterraggio d'emergenza per un problema al motore di destra, emersero alcuni problemi di "ruvidità" al carrello d'atterraggio che sarebbero diventati cronici, se non leggendari, nel corso della vita operativa del Peshka.
Il successivo ciclo di prove fu caratterizzato da ripetuti malfunzionamenti ai motori M-105R, soggetti all'innalzamento delle temperature dell'olio lubrificante una volta superata la soglia dei 5 000 m di quota; l'aereo riuscì a completare solamente sette ore di volo in ventitré uscite, nell'arco di un periodo di undici giorni conclusosi il 10 aprile del 1940. Negli stessi giorni il secondo prototipo, dotato di una stiva per bombe all'interno della fusoliera e di impennaggio di maggiori dimensioni, fu protagonista di un incidente, al termine di un fallito atterraggio d'emergenza, che costò la vita a diciannove persone. L'incidente, attribuito ad una perdita del circuito di alimentazione del carburante, non impedì che il VI-100 fosse mostrato in pubblico durante la parata militare tenuta il primo maggio sulla Piazza Rossa di Mosca in occasione delle celebrazioni per la festa del lavoro.
A partire dalla fine di quello stesso mese, il VI-100 fu sottoposto alle considerevoli modifiche necessarie a trasformarlo in aereo da bombardamento in picchiata (denominato quindi PB-100): oltre all'aggiunta di freni subalari da picchiata, esteriormente la modifica maggiore interessò la cabina di pilotaggio che fu sensibilmente accorciata e resa parzialmente vetrata, mentre la struttura dell'aereo fu modificata per ospitare un terzo membro d'equipaggio (nella zona centrale della fusoliera, in funzione di marconista e mitragliere) e per accogliere una stiva bombe, capace di contenere fino a 600 kg di carichi di caduta; inoltre fu eliminato l'impianto di pressurizzazione della cabina così come furono adottati motori privi di turbocompressore, equipaggiamenti non più necessari in funzione della ridotta quota operativa richiesta dal nuovo ruolo.
Senza che fossero realizzati ulteriori prototipi, la produzione in serie del Petlyakov Pe-2 ebbe inizio nel dicembre di quello stesso 1940, presso il GAZ 22 nei pressi di Mosca. A quell'epoca Vladimir Petljakov, grazie alla riuscita del progetto VI-100, era già stato "riabilitato" dalle autorità sovietiche e pochi mesi dopo (nel gennaio del 1941), ancora per lo stesso motivo, sarebbe stato insignito del Premio Stalin.

## Tecnica
I dati, se non diversamente riportato, sono tratti da "Petlyakov Pe-2" in "Aircraft Profile". La descrizione si riferisce alla variante di produzione iniziale; le caratteristiche che contraddistinsero le singole versioni sono riportate nella sezione dedicata.

### Cellula

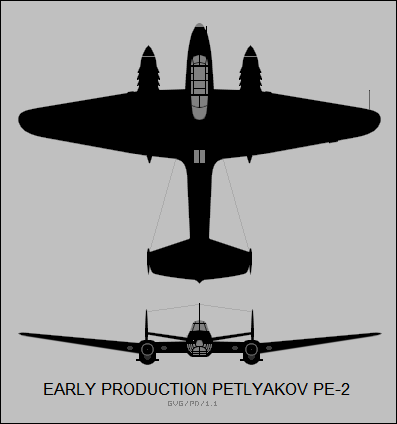
Riproduzione dell'aspetto dei primi esemplari del Pe-2, con vista frontale e della pianta.

Monoplano bimotore ad ala bassa, il Petlyakov Pe-2 presentava struttura interamente metallica con rivestimento lavorante; solamente le superfici di controllo avevano rivestimento in tela.
La fusoliera, dalla ridotta sezione circolare, presentava nella zona anteriore la cabina di pilotaggio completamente vetrata, destinata al pilota e al navigatore-mitragliere (dorsale), cui si accedeva tramite una botola ricavata nel pavimento; un terzo membro dell'equipaggio (con compiti di marconista e mitragliere ventrale) era situato in una postazione ricavata nella zona centrale della fusoliera e rivolta verso la coda.
Le ali avevano andamento rettilineo nella zona compresa tra la radice e le gondole dei motori mentre nella parte esterna si rastremavano considerevolmente verso l'estremità. L'impennaggio era di tipo bideriva con piani orizzontali disposti a formare un angolo di diedro positivo. Il carrello d'atterraggio era di tipo classico, completamente retrattile; gli elementi principali, monoruota, si ritraevano nella zona posteriore delle gondole dei motori ed il ruotino rientrava all'interno della fusoliera.
Nella zona inferiore delle ali erano presenti aerofreni a "veneziana", attuati elettricamente, destinati a regolare la velocità dell'aereo durante le manovre di bombardamento in picchiata.

### Motore

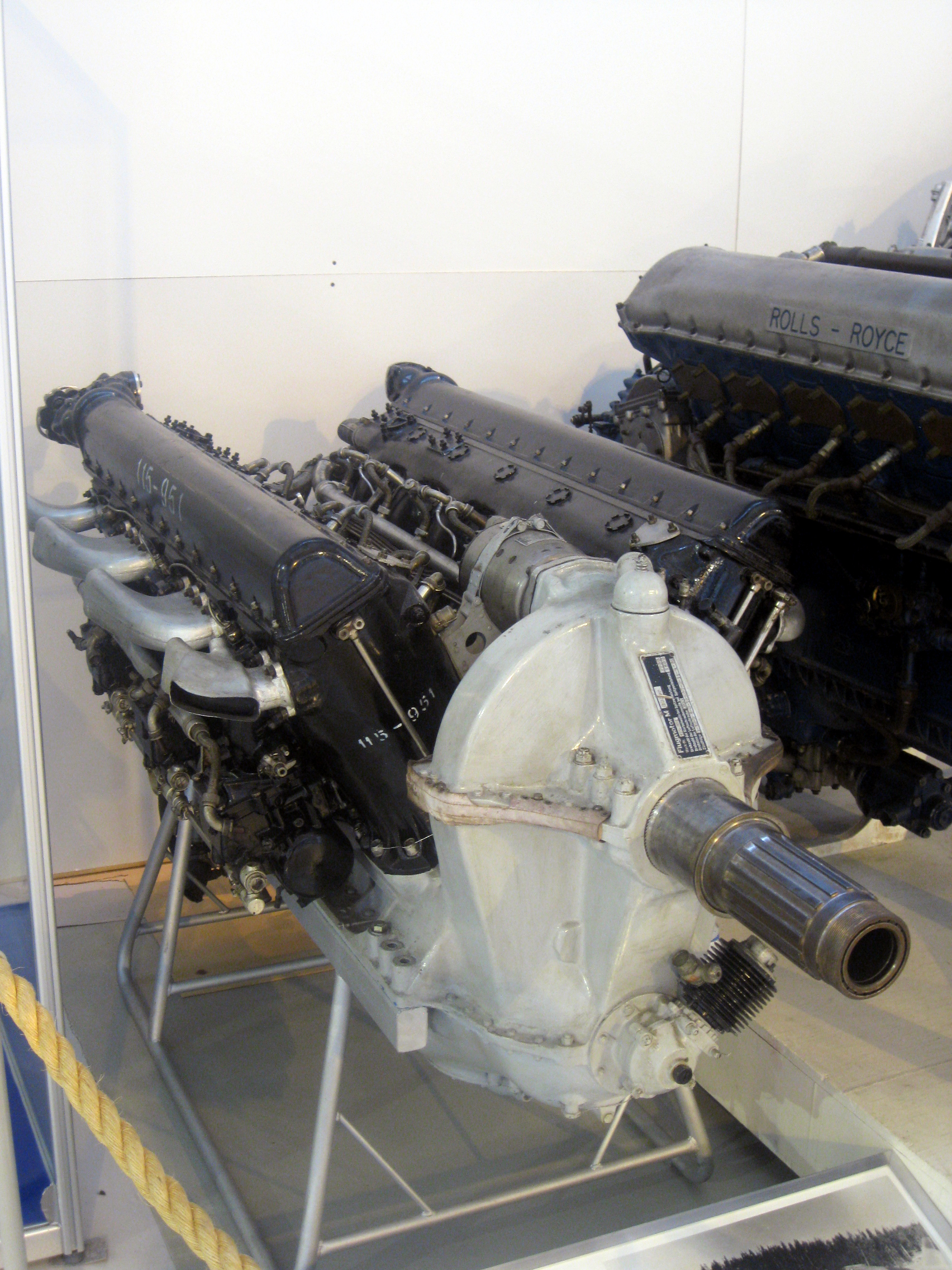
Un Klimov M-105.

Le unità motrici impiegate sul Pe-2 erano due Klimov M-105R, motore a dodici cilindri raffreddati a liquido, disposti su due bancate con angolo di 60°, e rapporto di compressione di 7,1. Erano alimentati con carburante a 95 ottani e dotati di sistema di sovralimentazione meccanica a due velocità. Ogni propulsore era in grado di sviluppare la potenza di 1 100 hp (1 115 CV; 820 kW), al livello del mare ed al regime di 2 600 rpm.
Le eliche erano tripala metalliche, a passo variabile controllato elettricamente dal pilota; la massima angolazione raggiungibile dalle pale era di 35°; come indicato dal suffisso "R" nella sigla del motore, tra l'albero di trasmissione e l'elica, era presente un riduttore di giri.

### Impianti
L'impiantistica del Pe-2 si caratterizzava per l'allora inusuale presenza di ben diciotto motori elettrici che comandavano l'attuazione di numerosi elementi dell'aereo. Oltre che i già menzionati turbocompressori, eliche ed aerofreni, erano a comando elettrico anche le superfici di controllo, il carrello d'atterraggio e le prese d'aria per i radiatori dei motori.

### Armamento
Il Peshka era dotato di armamento frontale azionato dal pilota costituito, almeno nei primi esemplari di produzione, da due mitragliatrici ShKAS calibro 7,62 mm, disposte ai lati del muso dell'aereo; ben presto la mitragliatrice sul lato destro venne sostituita da una più pesante Berezin UBS calibro 12,7 mm, ma gradualmente furono sostituite tutte le mitragliatrici ed in alcuni casi si arrivò ad impiagare un cannone ShVAK calibro 20 mm.
A scopo difensivo erano presenti una mitragliatrice dorsale, manovrata dal navigatore dalla postazione posteriore nella cabina di pilotaggio (solo negli esemplari di produzione più recente l'aereo era dotato di una vera e propria torretta), ed una ventrale; anche in questo caso il tipo di arma impiegato poteva variare tra la più leggera ShKAS e la più pesante Berezin. Un'altra ShKAS era a disposizione del marconista: montata su un apposito supporto sporgente, veniva controllata mediante un sistema con visore periscopico.
Il carico di caduta offensivo era normalmente di 600 kg di bombe nella stiva ventrale, ma poteva arrivare fino ad un massimo di 1 000 kg con l'impiego di punti di attacco sotto le semiali. L'impiego di bombe da 250 o 500 kg (FAB-250 o FAB-500) era possibile solo mediante le rastrelliere disposte sotto le semiali, internamente alle gondole dei motori. Nella stiva centrale od in quelle ricavate nella parte posteriore delle gondole dei motori era possibile alloggiare bombe di peso e calibro inferiore (in genere FAB-100).

## Impiego operativo

### La seconda guerra mondiale
Unione Sovietica
Quando, il 22 giugno 1941, la Germania lanciò l’Operazione Barbarossa il Pe-2 era già stato consegnato in 450 esemplari ai reparti di volo della V-VS, ma gli equipaggi erano ancora impegnati nella complessa opera di adattamento costituita dal passaggio alla nuova tattica di bombardamento in picchiata, che sarebbe stata affinata solamente con l’esperienza maturata nei primi mesi del conflitto.
Le prime missioni operative risultano svolte nella zona di Smolensk nei giorni tra il 23 ed il 25 giugno, con tre o quattro sortite per ogni aereo, prevalentemente destinate a contrastare le truppe ed i carri operanti in prima linea. In ogni caso la superiorità della Luftwaffe causò numerose perdite tra le file della V-VS, che fu costretta a successive riorganizzazioni tattiche e logistiche destinando, tra le altre cose, i Pe-2 anche al ruolo di caccia per contrastare le formazioni di bombardieri che operavano nella zona di Mosca; in questo frangente i Pe-2 furono impiegati anche in missioni notturne tese ad ingannare i reparti di bombardieri nemici: sfruttando l’oscurità i loro piloti si intrufolavano tra gli aerei tedeschi guidandoli verso bersagli fittizi contro i quali sganciavano le loro bombe seguiti dagli ignari equipaggi della Luftwaffe. Negli stessi giorni alcuni esemplari furono dotati di proiettori subalari grazie ai quali cercavano di individuare i velivoli nemici nell’oscurità facendo da guida ai reparti equipaggiati con caccia monomotore.

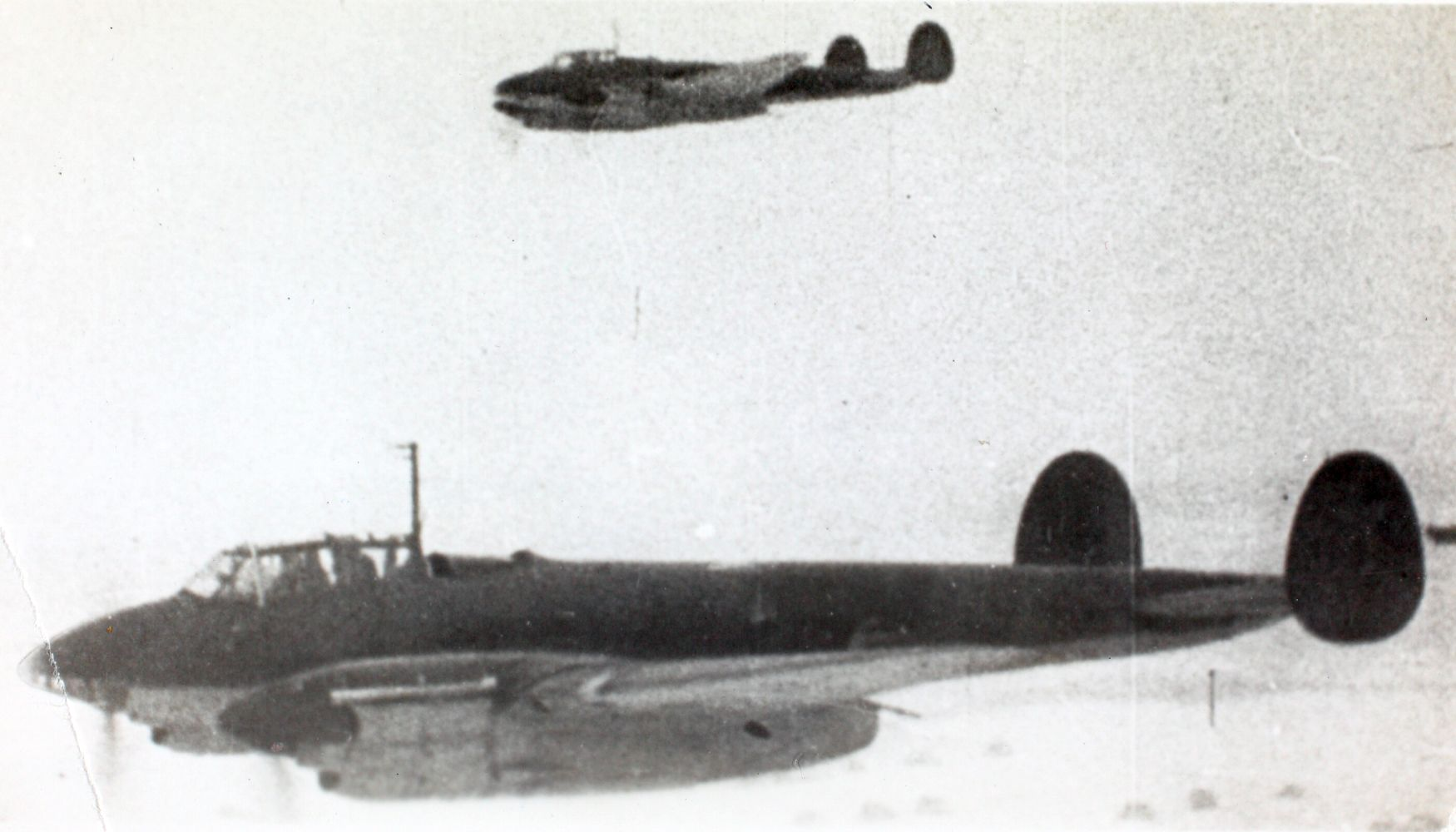
Due Pe-2 in volo.

Ancora i cieli antistanti la capitale sovietica videro per la prima volta i Pe-2 salire alla ribalta nel loro ruolo di bombardieri in picchiata nel dicembre del 1941 durante le operazioni di contrattacco, con circa 800 sortite realizzate nei primi tre giorni della manovra.
L’anno successivo il teatro principale dei combattimenti fu Stalingrado ed i Pe-2 giocarono un ruolo importante nel supportare la 62ª Armata nell’esecuzione dell’Ordine numero 227 emesso da Stalin il 28 luglio. Nel complesso di operazioni si distinse il 150º Reggimento da Bombardamento Veloce dell’Aviazione, guidato dal colonnello Ivan Semënovič Polbin che si vide assegnare la prima delle due medaglie “Stella d’oro” ricevute nel corso della guerra e fu insignito del titolo di Eroe dell'Unione Sovietica. Nel corso delle operazioni nei cieli di Stalingrado Polbin ed i suoi perfezionarono le tecniche d’attacco dando origine alla manovra divenuta nota come “Vertuška”, una sorta di girotondo che vedeva impegnati in un attacco a tuffo portato singolarmente, tutti i componenti della formazione, in rapida successione.
Nel 1943 i principali teatri di scontro tra i tedeschi ed i sovietici furono Char'kov e Kursk; in difesa del saliente di Kursk, il 5 luglio del 1943, la V-VS lanciò un esteso attacco agli aeroporti tedeschi; l’azione vide protagonisti i Pe-2 e gli Il-2 che, pur ottenendo un considerevole risultato in termini di aerei distrutti al suolo, pagarono con un elevato numero di perdite il fuoco della FlaK.
L’anno seguente i sovietici diedero corso all’Operazione Bagration che ancora una volta vide all’opera i Pe-2 e gli Il-2 in appoggio all’azione delle truppe di terra; in particolare l’aviazione sovietica vantò la distruzione dei ponti sulla Beresina che consentì l’accerchiamento di considerevoli forze avversarie. Pochi giorni dopo il felice esito dell’azione in Bielorussia, le truppe di Stalin passarono all’attacco anche in Ucraina, con l’azione che prese il nome di offensiva Leopoli-Sandomierz durante la quale la V-VS mise in campo formazioni imponenti: si calcola che ad un certo punto nell’area dei combattimenti fossero contemporaneamente in volo circa mille aerei sovietici. Le missioni dell’estate del 1944 videro protagoniste anche diverse aviatrici al comando dei Pe-2: tra queste si ricordano i nomi di Marija Dolina, Nadežda Fudutenko e Klavdija Fumičeva.
All’inizio di gennaio del 1945 le truppe dell'Unione Sovietica diedero inizio all’Operazione Vistola-Oder per puntare al cuore della Germania, fino a Berlino. Ancora una volta il supporto aereo ravvicinato vide protagonisti i reparti equipaggiati con i Pe-2 e gli Il-2 che, anche se l’opposizione da parte della Luftwaffe si era ridotta rispetto agli anni precedenti, dovettero sopportare perdite consistenti. Tra le azioni principali viene annoverato l’attacco alla fortezza di Küstrin, nei primi giorni di marzo. Il 16 aprile ebbe inizio la battaglia di Berlino che vide impegnati 2 500 aerei sovietici in oltre 5 000 sortite solamente nel primo giorno di combattimenti e gli equipaggi dei Pe-2 poterono mettere in mostra le abilità maturate nei lunghi anni di guerra effettuando missioni con precisione da cecchini, piazzando le loro bombe “all’interno dei camini”. L’ultima azione sul territorio tedesco fu condotta dai Pe-2 contro una pista di volo improvvisata approntata all’interno del Tiergarten, ultima illusoria via di fuga dei gerarchi nazisti.
Tre mesi dopo reparti dotati dei Pe-2 erano in azione contro il Giappone, ma l’impiego delle bombe atomiche a Hiroshima e Nagasaki mise ben presto termine al conflitto.
Germania
Inevitabilmente, durante un conflitto così lungo e di così ampia portata, alcuni esemplari di Pe-2 furono catturati dalle forze nemiche nel corso della guerra. Il primo di questi fu sottoposto ad attenti esami presso l’Erprobungsstelle Rechlin per studiarne pregi e difetti; l’aereo andò completamente distrutto in seguito ad un incidente occorso ai motori il 3 settembre 1941. Altri velivoli furono progressivamente catturati e, dopo opportune riparazioni svolte presso gli impianti della cecoslovacca Letov offerti alla Finlandia.
Finlandia
Impegnata nella cosiddetta guerra di continuazione contro l’Unione Sovietica, la Finlandia rimise in condizione di combattere sette Pe-2 catturati dalle truppe tedesche, cui si aggiunse un Pe-3 che era stato costretto ad un atterraggio d’emergenza nei pressi di Inari nel settembre del 1942. Gli aerei furono destinati prevalentemente a compiti di ricognizione fotografica, con esiti particolarmente soddisfacenti per i finlandesi.
Francia
Nel corso del 1944 venne presa la decisione di espandere le file del "Groupe de Chasse Normandie", formazione che operava sul fronte orientale integrato nella 1ª Armata Aerea sovietica. In quell’anno, con la creazione di una quarta squadriglia, il reparto acquisì dunque la denominazione di "Régiment de Chasse Normandie" cui fu aggiunta, per iniziativa di Stalin, quella di "Niémen" a seguito del prezioso contributo fornito durante i combattimenti lungo il fiume omonimo. Nello stesso tempo fu presa in considerazione la possibilità di creare un’analoga formazione da bombardamento (da denominare "Bretagne"). Furono quindi reperiti una trentina di Pe-2 e alcuni Pe-2UT da destinare a piloti francesi e personale tecnico sovietico; la formazione del reparto e le prime attività di addestramento furono svolte presso la base aerea di Klokovo, ma l’iniziativa fu abbandonata prima della fine della guerra e senza che fosse stata svolta alcuna missione operativa.

### Impieghi sperimentali
Nonostante i pressanti impegni dovuti all’invasione tedesca, l’industria sovietica non rinunciò del tutto allo sviluppo di nuove tecnologie; alcuni dei programmi sperimentali condotti nella seconda metà degli anni quaranta videro protagonista il Petlyakov Pe-2.
Tra questi si annovera la sperimentazione del motore a razzo RD-1, proposto per l’impiego in funzione di sistema ausiliario al decollo. Sviluppato grazie alle idee di Valentin Petrovič Gluško e Sergej Pavlovič Korolëv, l’RD-1 fu il primo endoreattore a propellente liquido realizzato in Unione Sovietica ed era in grado di sviluppare una forza pari a 330 kgf (3,24 kN). L'RD-1 era alimentato da acido nitrico e cherosene e fu utilizzato in oltre cento voli di prova durante i quali fu riscontrato l'aumento di circa 90 km/h della velocità al decollo del velivolo.
Tra la fine del 1944 e l’inizio dell’anno successivo, alcuni Pe-2 furono utilizzati anche per la sperimentazione di una versione del pulsoreattore tedesco Argus As 014 realizzata dalle industrie sovietiche tramite un processo di ingegneria inversa attuato partendo da un motore recuperato e fornito (incompleto) dagli inglesi e da alcuni esemplari del motore recuperati da bombe volanti V1 reperite nei territori germanici progressivamente occupati dall’Armata Rossa. In particolare un Pe-2 fu modificato con l’installazione del motore, denominato VRD-430 al di sopra della porzione di coda della fusoliera; il primo volo di prova in questa configurazione fu effettuato presso l’Istituto di ricerca dell'aeronautica militare dell'Armata Rossa all’inizio del 1946.

### Dopoguerra
Unione Sovietica
La produzione del Pe-2 ebbe termine nell’inverno tra il 1945 ed il 1946, dopo che dalle catene di montaggio erano usciti oltre 11 200 velivoli. Nell’immediato dopoguerra la V-VS sostituì rapidamente dai reparti di volo il bimotore di Petljakov con i Tupolev Tu-2.
Bulgaria
A partire dal mese di aprile del 1945 l’Aeronautica militare bulgara (all’epoca denominata “Vŭzdushni Voĭski”) schierò un centinaio di Pe-2; di questi aerei cinquantanove dovettero essere ceduti alla Jugoslavia in conto riparazioni di guerra. Gli altri rimasero in linea fino al 1956 quando furono sostituiti dagli Il-28.
Cecoslovacchia
Ricostituita a partire da una divisione mista di caccia e cacciabombardieri, l’aviazione cecoslovacca vide la luce sotto l’egida sovietica nel gennaio del 1945. Anche i velivoli destinati ai reparti pervennero tramite la V-VS. In Cecoslovacchia furono assegnati trenta Pe-2 e due Pe-2UT, le cui consegne ebbero luogo nel maggio del 1946; gli aerei furono localmente ridesignati rispettivamente B-32 e BS-32. L’aviazione cecoslovacca ebbe considerevoli difficoltà nel mantenere in servizio gli aerei, in particolare a causa dell’inaffidabilità dei motori VK-105PF; fu anche ipotizzata la possibilità di sostituire i motori sovietici con i Junkers Jumo 211 di origine tedesca, ma senza seguito pratico. Al contrario gli aerei furono dotati di equipaggiamenti di provenienza tedesca, quali le radio ed i sistemi IFF. Gli ultimi Pe-2 cecoslovacchi furono trasferiti in reparti da ricognizione e le ultime missioni risalgono all’inizio del 1951.
Jugoslavia
L’aviazione del Maresciallo Tito ricevette complessivamente centocinquantatré esemplari di Pe-2, a partire dal 1944; tra questi sono comprese le cinquantanove macchine cedute a titolo di indennità da parte della Bulgaria; i primi aerei ad entrare in servizio operativo raggiunsero i reparti nel 1946. Tra il mese di novembre del 1944 e quello di gennaio del 1947 l’Unione Sovietica ebbe anche cura dell’addestramento degli equipaggi; successivamente questo rapporto cessò, in relazione alla crisi tra i due paesi, sfociata nell’espulsione della Jugoslavia dal Cominform formalizzata nel giugno del 1948. La progressiva carenza di parti di ricambio costrinse l’aviazione jugoslava a cercare la fornitura di velivoli alternativi, ricerca concretizzatasi nel 1952 con l’acquisto di de Havilland DH.98 Mosquito; in seguito i Pe-2 furono dismessi dai reparti operativi nel 1954.
Polonia
Già nel corso del 1945, quando il territorio della Polonia era stato liberato dalle truppe tedesche ad opera dell’Armata Rossa, la V-VS iniziò la riorganizzazione dell’aviazione militare polacca costituendo alcuni reparti di volo da affiancare a proprie unità che ne avrebbero curato l’addestramento; tra il materiale di volo messo a disposizione dei reparti si contano circa settanta esemplari tra Pe-2 e Pe-2UT. Il processo di formazione si rivelò tuttavia lungo e difficoltoso tanto che nessuna delle unità costituite fu considerata pronta al combattimento prima che il conflitto in europa avesse termine. Con la fine della guerra la Polskie Wojska Lotnicze fu completamente riorganizzata; all’epoca si contavano in servizio centoundici bombardieri Pe-2 e nove addestratori Pe-2UT che furono impiegati nel conflitto contro l’Esercito insurrezionale ucraino. Il loro numero scese drasticamente nel giro di diciotto mesi anche se furono definitivamente sostituiti con gli Ilyushin Il-28 solo a metà degli anni cinquanta.
Ungheria
Per un breve lasso di tempo a partire dal 1956, alcuni Pe-2 risultano presi in carico dall’aviazione ungherese. Tuttavia non risulta abbiano mai svolto missioni operative presso i reparti di volo.

## Versioni
- Pe-2: la designazione "Pe-2", attribuita al velivolo a seguito della revisione complessiva del sistema di nomenclatura utilizzato dalla V-VS, identifica il modello destinato al ruolo di aereo da attacco al suolo. Il velivolo fu però costantemente oggetto di aggiornamenti originati sia dal continuo lavoro nell'ambito dell'OKB guidato da Petljakov, sia dai riscontri ottenuti tramite l'impiego nei reparti dell'aviazione (anche se questi ultimi non erano considerati prioritari e non dovevano interferire con le necessità produttive)[33]; i continui aggiornamenti vengono indicati nella storiografia mediante l'indicazione di un numero di serie progressivo.
  - Serie 13: si tratta della serie produttiva a partire dalla quale fu introdotta la modifica nell'armamento frontale, passando dalla mitragliatrice ŠKAS calibro 7,62 mm alla Berezin UBS calibro 12,7 mm[34]
  - Serie 22: fu introdotta una nuova versione del motore (M-105RA) che, invariato nella potenza espressa, montava nuove eliche[35]; motore ed eliche consentivano l'installazione di un cannone sparante attraverso il mozzo dell'elica, ma la soluzione non trovò applicazione operativa[34].
  - Serie 31: furono apportate modifiche alla vetratura della parte destra del muso[36].
  - Serie 64: vennero modificati i serbatoi di carburante riducendone il numero (da undici a nove) ma non il volume complessivo[36].
  - Serie 83: con la produzione di questa variante fu modificato l'armamento difensivo nella postazione del navigatore passando, ancora una volta, dalla mitragliatrice ŠKAS alla Berezin (più larga e caratterizzata da maggior rinculo)[35][37]; questa modifica fu effettuata su richiesta dei reparti di prima linea ed è identificata con la sigla "FT"[N 19]. Fu inoltre modificato nuovamente il muso, per il quale si abbandonò la soluzione vetrata nella parte superiore in favore del prolungamento del rivestimento metallico della fusoliera, e si ridusse a due piccole finestre l'area vetrata inferiore. Furono inoltre montate ogive dell'elica più arrotondate e aggiunte due prese d'aria per il raffreddamento dei motori nella parte inferiore delle gondole[38]. Queste modifiche furono introdotte retroattivamente, mediante l'installazione di kit di montaggio, anche su esemplari delle serie precedenti tuttavia la scarsa accuratezza dei manufatti e la precarietà dei lavori svolti presso i reparti operativi incisero negativamente sulle prestazioni degli aerei[38].
  - Serie 110: a partire da questa variante si registrò la modifica dell'armamento a disposizione del navigatore, ancora una volta passando alla mitragliatrice Berezin UBS. In aggiunta la cabina di pilotaggio subì una considerevole modifica in quanto nella parte posteriore fu introdotta una torretta (tipo VUB-1) che consentiva un più agevole movimento della mitragliatrice sia sul piano orizzontale sia su quello verticale; sul piano aerodinamico, tuttavia, la presenza della torretta ridusse di circa 10 km/h la velocità di punta dell'aereo[39]. Questa variante fu la prima realizzata in epoca successiva alla morte di Vladimir Petlyakov[39], avvenuta il 12 gennaio del 1942.
  - Serie 115: si trattò di una serie di velivoli realizzati con la parte posteriore della fusoliera in legno. La ragione di questa modifica è da ascrivere alla carenza di materie prime metalliche, in particolare leghe di alluminio, che fu affrontata in modo analogo anche nella realizzazione di altri velivoli contemporanei quali il Lavochkin La-5 o lo Yakovlev Yak-9[40]. Furono modificate anche disposizione e capienza dei serbatoi; il complessivo aumento del peso (determinato sia dalla maggiore quantità di carburante che dal maggior peso della struttura lignea), incisero ancora sulle prestazioni dell'aereo riducendone la velocità massima al di sotto dei 500 km/h[40].
  - Serie 179: a partire da questa variante il Pe-2 fu dotato del motore M-105 nella nuova versione "PF", le cui caratteristiche tecniche erano studiate per sviluppare le migliori prestazioni a quote medio-basse (in quanto destinato prevalentemente ai caccia LaGG-3, Yak-1 e Yak-7). Le differenze strutturali tra il vecchio ed il nuovo motore richiesero di modificare le gondole dei motori, mentre le eliche rimasero invariate per quanto il loro accoppiamento con l'M-105PF ne riducesse l'efficienza. Ancora una volta furono realizzati interventi sul campo per modificare gli aerei già operativi: in questo caso la modifica alle gondole dei motori richiedeva che il rivestimento fosse tagliato e riadattato con un nuovo inserto che veniva fissato tramite l'impiego di rivetti[35].
  - Serie 205: questo lotto produttivo fu interessato da una serie di affinamenti aerodinamici studiati in collaborazione con lo TsAGI[N 20]. In sostanza con l'aiuto di test realizzati nella galleria del vento, furono rivisitati diversi particolari (principalmente nelle gondole dei motori e nella cabina di pilotaggio) al fine di recuperare efficienza aerodinamica e restituire al velivolo le prestazioni velocistiche che anche a causa delle precedenti modifiche si erano deteriorate[41].
  - Serie 359: fu l'ultimo aggiornamento di una certa consistenza effettuato sul Pe-2[42] ed interessò prevalentemente i collettori di scarico dei motori (passati alla soluzione del singolo scarico per ciascun cilindro rispetto a quella dei tubi raccordati che prevaleva nelle versioni precedenti) e la definitiva introduzione del parabrezza nella postazione del marconista (a metà fusoliera), già intravista su alcuni esemplari precedenti[42].
- Pe-2I: sigla che identificava una versione da caccia[N 21]. Prototipo risalente ai primi mesi del 1944, quando a capo del progetto Pe-2 era stato posto Vladimir Michajlovič Mjasiščev. L'aereo montava motori Klimov VK-107A che gli consentirono di raggiungere velocità massime di poco inferiori ai 660 km/h[24][43] aveva un'ala profondamente ridisegnata, al fine di ridurre la velocità di stallo in condizione di elevati angoli d'attacco (caratteristica utile in particolare nella fase di atterraggio). La nuova ala era posta in posizione mediana su una fusoliera allargata e allungata e, benché definito ufficialmente caccia, l'aereo era in effetti un bombardiere in picchiata.[44] L'equipaggio era stato ridotto a due persone (venne eliminata la postazione del marconista in fusoliera[43]) e fu modificato l'armamento; le fonti sono però discordi nel dettaglio: da un lato[43] viene indicata la presenza di due sole mitragliatrici Berezin UBS (una a prua ed una a poppa, con comando remoto), dall'altro si riporta l'impiego di due cannoni Volkov-Yartsev VYa-23[24] a prua ed una mitragliatrice Berezin UBT nella postazione dorsale. Anche circa la quantità di bombe trasportabili, i dati non concordano e vengono indicati valori di 2 000 kg[43] (due bombe da 1 000 kg appese a piloni subalari [44]) oppure 3 000 kg.[24]
- Pe-2M: la sigla indicava "Modificato"[N 22]. Le modifiche consistevano nell'utilizzo di motori Klimov VK-107 da 1 650 cavalli vapore britannici (1 673 CV; 1 230 kW) e nelle dimensioni leggermente maggiori in termini di apertura alare e lunghezza[43]. Più curato anche dal punto di vista aerodinamico, il prototipo (portato in volo nel settembre del 1944) era in grado di volare alla velocità massima di 630 km/h. Armato con tre cannoni Berezin B-20 ed in grado di trasportare fino a 2 000 kg di bombe nella stiva interna, l'aereo mise in luce carenza di affidabilità in particolare a causa dei motori VK-107 che ne compromisero le prove di accettazione determinando l'abbandono del progetto nel giugno del 1945[43]. Il Pe-2M fu l'ultimo progetto realizzato dall'OKB Petlyakov prima della sua chiusura definitiva, occorsa nel 1946[43].
- Pe-2R: con questa sigla furono identificate due successive serie di velivoli da ricognizione[N 23]. La scelta di utilizzare il Pe-2 per la ricognizione fu dettata dalla sua elevata velocità di punta; le modifiche interessarono prevalentemente il muso (la cui vetratura fu considerevolmente ridotta), le ali (che furono private degli aerofreni) e la fusoliera dalla quale fu eliminata la stiva per le bombe al fine di installare gli apparati fotografici (ne potevano essere installati fino a tre, a seconda dei profili di missione). Gli aerei furono anche dotati di serbatoi di carburante aggiuntivi al fine di aumentarne l'autonomia operativa (le fonti non concordano nell'indicarne la misura e i dati variano dai 1 700[45] ai 2 500 km[46]). Dotati di un pilota automatico, gli aerei mantenevano generalmente l'armamento già installato sugli esemplari da bombardamento ma su alcuni fu sperimentato l'impiego di razzi aria-aria RS-82[46].
- Pe-2UT: identificata anche come UPe-2, era una variante da addestramento avanzato[N 24][45]. Caratterizzata da un secondo abitacolo disposto in posizione leggermente sopraelevata, ricavato nella parte posteriore della cabina di pilotaggio (in genere destinata al navigatore/bombardiere), questa variante era per altro molto simile all'originario Pe-2. Dotati di doppi comandi, i 671 esemplari prodotti a partire dal 1943 erano armati con due mitragliatrici Berezin UBS e due ShKAS e mantenevano una seppur ridotta capacità di trasportare carichi offensivi, utili all'addestramento per le missioni di bombardamento[47].
- Pe-2VI: prototipo costruito con una nuova cabina pressurizzata, destinato la ruolo di caccia d'alta quota[N 25][48]. Risalente al 1943, l'aereo era equipaggiato con motori VK-105PF dotati di turbocompressore ed era caratterizzato da cabina singola[48]. Si trattò di un progetto nato per contrastare la possibile minaccia proveniente da ricognitori e bombardieri operanti a quote elevate (tra 13 000 e 14 000 m[48]) ma problemi alla pressurizzazione dell'abitacolo non permisero di realizzare i requisiti del progetto e la versione non raggiunse lo stadio produttivo[48].
- Pe-3: si trattava di una variante "multiruolo" del Pe-2; in pratica la carenza di un vero aereo da caccia a lungo raggio, spinse i vertici dell'aviazione sovietica ad adattare al ruolo il Pe-2, originariamente nato per queste funzioni quando ancora era noto come "VI-100". Il Pe-3 si presentava invariato nelle dimensioni ma era caratterizzato dalla presenza di due soli membri dell'equipaggio, di muso completamente privo di vetratura ed armamento frontale costituito da un cannone ShVAK, una mitragliatrice Berezin UBK e una ŠKAS[49] (anche se altre fonti riportano di due cannoni ShVAK e due mitragliatrici Berezin UBK[45]). Le fonti inoltre concordano sull'eliminazione degli aerofreni dalle ali ma riportano dati contraddittori circa la presenza[45] o meno[49] di un vano bombe e di rastrelliere subalari.
- Pe-3bis: variante del Pe-3 avviata nel settembre del 1941, era armata con due Berezin UBK, alloggiate nella parte inferiore della fusoliera, un cannone ShVAK disposto nel muso ed una mitragliatrice UBT nella postazione dorsale rivolta verso coda; le munizioni delle due mitragliatrici frontali furono alloggiate nello spazio destinato al vano bombe, separate dai serbatoi di carburante da due paratie intervallate da amianto per ridurre il rischio di incendi[50]. Questa variante fu l'unica provvista anche di ipersostentatori, utili nelle fasi di volo alle velocità più basse, quali il decollo e l'atterraggio[50][51]. In alcune occasioni gli aerei furono dotati di rastrelliere per l'impiego di proiettili a razzo RS-82 e RS-132[51]. Ne sono stati realizzati 134 esemplari[50].
- Pe-2/M-82: si trattò di una versione (denominata anche, in via non ufficiale, Pe-4) destinata ad essere equipaggiata con il motore radiale M-82 [N 26][52]. Rappresentò una sostanziale modifica del progetto originale, resa necessaria dalla carente disponibilità dei motori M-105, già utilizzati per equipaggiare i caccia Yak-1 e LaGG-3 e per di più prodotti in impianti soggetti allo spostamento verso est, per sottrarli al raggio d’azione dei bombardieri della Luftwaffe[52]. Poiché i nuovi motori avevano diametro maggiore ma, allo stesso tempo, non necessitavano dei radiatori per il raffreddamento, le forme delle gondole motore mutarono sensibilmente così come mutò la distribuzione dei pesi dell’aereo cui fece seguito, pur con l’aggiunta di nuovi serbatoi di carburante e l’inserimento di zavorra nella zona posterirore della fusoliera, una sensibile variazione del centro di massa[52]. Il primo esemplare della nuova variante uscì dalle linee di montaggio del GAZ 22 di Kazan' nell’autunno del 1942 ma fin dalle prove di volo fu condizionato dalla carente affidabilità del motore M-82 (all’epoca non ancora pienamente sviluppato); i frequenti malfunzionamenti riscontrati non impedirono comunque l’inizio della produzione in serie nel mese di agosto del 1943. Tuttavia dopo soli 32 esemplari completati (dei quali solamente 24 accettati in servizio con la V-VS), la sopraggiunta disponibilità dei motori M-105 e il contemporaneo impiego dei Tupolev Tu-2 determinarono la chiusura della linea di montaggio della nuova versione[52].

## Utilizzatori
Unione Sovietica
- Voenno-vozdušnye sily

 Bulgaria
- Bălgarski Voennovăzdušni sili

 Cecoslovacchia
Československé vojenské letectvo
 Finlandia
- Suomen ilmavoimat

 Francia
- Armée de l'air

 Germania
- Luftwaffe

 Jugoslavia

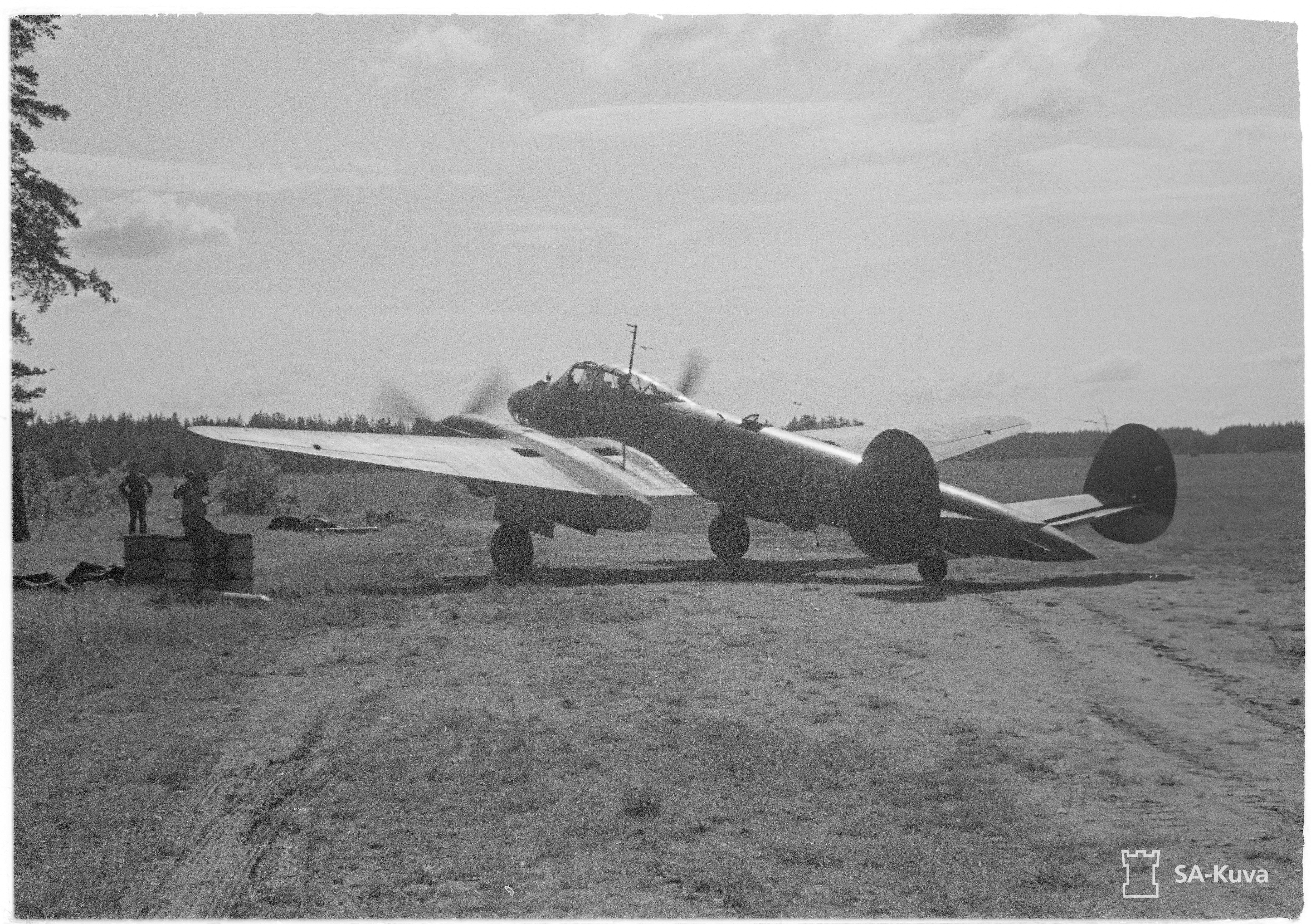
Petlyakov Pe-2, Suomen ilmavoimat

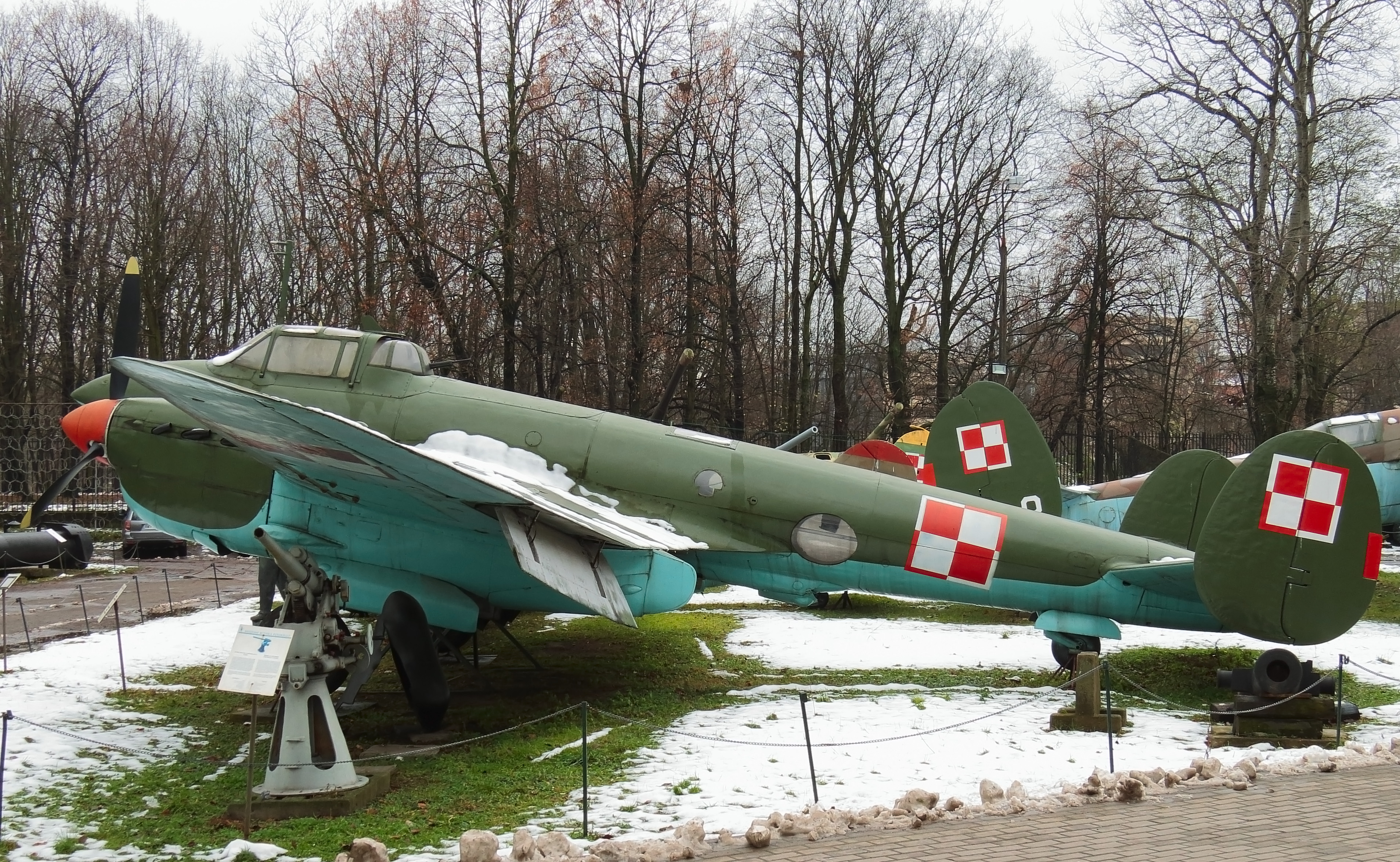
Pe-2FT, Lotnictwo ludowego Wojska Polskiego

- Jugoslovensko ratno vazduhoplovstvo i protivvazdušna odbrana

 Polonia
- Lotnictwo ludowego Wojska Polskiego

 Ungheria
- Magyar Néphadsereg légiereje

### Annotazioni
1. ↑  La denominazione del "costruttore" risulta scritta in modo diverso da quella del "progettista" poiché, nel secondo caso, la traslitterazione del cognome è effettuata secondo il sistema "ISO 9", impiegato come standard convenzionale nelle pagine di Wikipedia in lingua italiana.
2. ↑  in russo Специальный Технический Отдел?, traslitterato dalla fonte utilizzata (di lingua inglese) "Spetsial'nyi Tekhnichesky Otdel" (STO).
3. ↑  "Центральная Конструкторское Бюро", traslitterato "Central'naja Konstruktorskoe Bjuro" (TsKB).
4. ↑  "Самолет 100", traslitterato "Samolet 100".
5. ↑  "Высотный Истребитель", traslitterato "Vysotny Istrebitel", "caccia d’alta quota".
6. ↑  "Пикирующий Бомбардировщик", traslitterato "Pikiruyushchii Bombardirovshchik", "bombardiere in picchiata".
7. ↑  "Научно-Исследовательский Институт Военно-Воздушных Сил Красной Армии", traslitterato "Naučno-Issledovatel'skij Institut Voenno-Vozdušnych Sil Krasnoj Armii" (NII VVS KA).
8. ↑  "Государственный Авиационный Завод" (ГАЗ), traslitterato "Gosudarstvennyj Aviacionnyj Zavod" (GAZ), traducibile come "Fabbrica Aeronautica Statale".
9. ↑  In caratteri cirillici "М-105Р".
10. ↑  "Редукторный", traslitterato "Reduktornyj".
11. ↑  "Фугасные Авиабомбы", traslitterato in "Fugasnye Aviabomby": bomba aeronautica ad alto potenziale
12. ↑  Il Tupolev SB precedentemente impiegato era un bombardiere di tipo classico, con rilascio del carico offensivo in volo livellato.
13. ↑  In cirillico “150-й Скоростной Бомбардировочный Авиационный Полк”, traslitterato in "150-j Skorostnoj Bombardirovočnyj Aviacionnyj Polk".
14. ↑  In cirillico “Золотая Звезда”, traslitterato come “Zolotaja Zvezda”.
15. ↑  In cirillico “Вертушка”, cioè “trottola” o “carosello”.
16. ↑  In cirillico Ракетный Двигатель, traslitterato come Raketnyj Dvigatel' il cui significato è appunto “motore a razzo”
17. ↑  In cirillico Воздушно-Реактивный Двигатель, traslitterato Vozdušno-Reaktivnyj Dvigatel'.
18. ↑  La Bulgaria fu alleata della Germania nel corso della seconda guerra mondiale; non dichiarò mai formalmente guerra all’Unione Sovietica ma partecipò all’invasione del Regno di Jugoslavia nell’aprile del 1941
19. ↑  "Фронтовое Требование", traslitterato in "Frontovoe Trebovanie": richiesta dal fronte
20. ↑  Sigla che identifica lo "Центра́льный АэроГидродинами́ческий Институ́т", traslitterato in "Central'nyj AeroGidrodinamičeskij Institut", cioè "Istituto centrale di aeroidrodinamica".
21. ↑  "Истребитель" in cirillico, traslitterato "Istrebitel’" cioè aereo da caccia.
22. ↑  "Модифицированный" in cirillico, traslitterato "Modifitsirovanny" dalle fonti anglofone.
23. ↑  Pe-2Р "Разведчик" in cirillico, traslitterato "Razvedčik" cioè ricognitore.
24. ↑  In cirillico "Учебный", "Учебный Тренировочный" traslitterati rispettivamente in "Učebnyj" e "Učebnyj Trenirovočnyj", cioè "da addestramento".
25. ↑  La sigla "VI" è il risultato della traslitterazione di "Высотный Истребитель", cioè "Vysotny Istrebitel", "caccia d’alta quota".
26. ↑  Più tardi ridenominato ASh-82, in quanto progettato da Arkadiy Shvetsov

### Fonti
1. 1 2  Passingham e Klepacki, 1971, p. 24.
2. ↑  Chant, 2008, p. 270.
3. ↑  Ethell 1996, p. 152.
4. ↑  (EN) Andreas Parsch e Aleksey V. Martynov, Designations of Soviet and Russian Military Aircraft and Missiles, su Designation-Systems.net, http://www.designation-systems.net, 2 luglio 2008. URL consultato il 19 settembre 2010.
5. 1 2 3 4 5 6 7 8 9  Stapfer, 2002, p. 4.
6. ↑  Smith, 2003, p. 10.
7. 1 2 3  Passingham e Klepacki, 1971, p. 2.
8. 1 2 3 4 5  Smith, 2003, p. 12.
9. 1 2  Smith, 2003, p. 9.
10. 1 2 3 4 5 6  Stapfer, 2002, p. 5.
11. ↑  Passingham e Klepacki, 1971, p. 3.
12. 1 2 3  Smith, 2003, p. 17.
13. 1 2  Stapfer, 2002, p. 7.
14. ↑  Smith, 2003, p. 22.
15. 1 2 3 4  Smith, 2003, p. 28.
16. 1 2 3 4 5  Passingham e Klepacki, 1971, p. 14.
17. 1 2 3 4  Passingham e Klepacki, 1971, p. 15.
18. ↑  Passingham e Klepacki, 1971, p. 18.
19. 1 2  Passingham e Klepacki, 1971, p. 21.
20. 1 2  Passingham e Klepacki, 1971, p. 22.
21. 1 2 3  Passingham e Klepacki, 1971, p. 23.
22. 1 2  Smith, 2003, p. 91.
23. 1 2 3  Smith, 2003, p. 164.
24. 1 2 3 4 5  Passingham e Klepacki, 1971, p. 11.
25. ↑  Passingham e Klepacki, 1971, p. 12.
26. ↑  Stapfer, 2002, p. 46.
27. ↑  Stapfer, 2002, p. 47.
28. ↑  Петляков Пе-2, www.airwar.ru.
29. 1 2 3 4  Smith, 2003, p. 160.
30. 1 2 3 4  Smith, 2003, p. 163.
31. 1 2  Smith, 2003, p. 157.
32. 1 2  Smith, 2003, p. 159.
33. ↑  Passingham e Klepacki, 1971, p. 7.
34. 1 2  Stapfer, 2002, p. 8.
35. 1 2 3  Smith, 2003, p. 100.
36. 1 2  Stapfer, 2002, p. 9.
37. ↑  Stapfer, 2002, p. 15.
38. 1 2  Stapfer, 2002, p. 16.
39. 1 2  Stapfer, 2002, p. 18.
40. 1 2  Stapfer, 2002, p. 20.
41. ↑  Stapfer, 2002, p. 22.
42. 1 2  Stapfer, 2002, p. 30.
43. 1 2 3 4 5 6 7  Stapfer, 2002, p. 49.
44. 1 2  Wings, Orbis Publishing Ltd, London, 1978, Vol. 7, p. 68
45. 1 2 3 4  Passingham e Klepacki, 1971, p. 9.
46. 1 2  Stapfer, 2002, p. 37.
47. ↑  Smith, 2003, p. 138.
48. 1 2 3 4  Smith, 2003, p. 131.
49. 1 2  Stapfer, 2002, p. 34.
50. 1 2 3  Stapfer, 2002, p. 36.
51. 1 2  Smith, 2003, p. 43.
52. 1 2 3 4  Stapfer, 2002, p. 40.

### Pubblicazioni
- (EN) Malcolm Passingham e Waclaw Klepack, Petlyakov Pe-2, in Aircraft Profile, vol. 216, Leatherhead, Profile Publications Ltd., 1971.
- (EN) Hans-Heiri Stapfer, Petlyakov Pe-2, in In Action, vol. 181, Carrollton, Texas, USA, Squadron Signal Publications, giugno 2002, ISBN 0-89747-439-2.